# Potamotrygon ocellata
Potamotrygon ocellata  (лат.) — вид скатов рода речных хвостоколов одноимённого семейства из отряда хвостоколообразных скатов. Обитает в тропических водах бассейна реки Амазонки, Южная Америка. Максимальная зарегистрированная ширина диска 20 см. Грудные плавники этих скатов образуют округлый диск. Спинные и хвостовой плавники отсутствуют. В средней части хвостового стебля расположен ядовитый шип. Не является объектом целевого лова.

## Таксономия
Впервые вид был научно описан в 1912 году. Видовой эпитет происходит от слова лат. ocellus — «глазок». Голотип  представляет собой самку длиной 25 см, пойманную на территории Бразилии. Некоторые авторы считают Potamotrygon ocellata синонимом Potamotrygon motoro.

## Ареал
Potamotrygon ocellata обитают в Южной Америке, в тропических водах притока Амазонки реки Педрейры, на территории Бразилии. 

## Описание
Широкие грудные плавники речных Potamotrygon ocellata срастаются с головой и образуют овальный диск. Спинные плавники и хвостовой плавник отсутствуют. Позади глаз расположены брызгальца. Брюшные плавники закруглены и почти полностью прикрыты диском. На вентральной стороне диска расположены ноздри и 5 пар жаберных щелей.  На дорсальной поверхности хвостового стебля имеется ядовитый шип. Каждые 6—12 месяцев он обламывается и на его месте вырастает новый. У основания шипа расположены железы, вырабатывающие яд, который распространяется по продольным канавкам. В обычном состоянии шип покоится в углублении из плоти, наполненном слизью и ядом. 
Окраска тела коричневатого цвета с рисунком из оранжевых глазков с тёмной окантовкой. Максимальная зарегистрированная ширина диска 20 см.

## Биология
Вероятно, подобно прочим хвостоколообразным Potamotrygon ocellata размножаются яйцеживорождением.

## Взаимодействие с человеком
Вид не является объектом целевого промысла. Страдает от ухудшения условий среды обитания, обусловленного антропогенными факторами. Представляет интерес для аквариумистов. Экспорт этих рыб в Бразилии запрещен. Данных для оценки Международным союзом охраны природы статуса сохранности вида недостаточно.